# Carlos Javier Acuña
Carlos Javier Acuña (n. Encarnación, Paraguay, 23 de junio de 1988) es un futbolista paraguayo nacionalizado español que juega de delantero en el Athletic Club Torrellano de la Tercera Federación del fútbol español. 

## Trayectoria

### Primeros pasos
Se inició en el club 22 de septiembre de su ciudad natal, Encarnación, para más tarde emigrar a la capital del país, Asunción, en donde ficha por Olimpia. Allí debuta en Primera División, bajo la conducción técnica de Gustavo Benítez, durante las últimas fechas del torneo Clausura de 2004.

### Cádiz C. F.
En la temporada 2004-05 llega al Cádiz C. F. en su fase final, ya que llegó a España en febrero de 2005, cuando tenía 16 años, aunque no debuta con el equipo amarillo hasta la temporada 2006-07. Su primera temporada fue de adaptación a un fútbol nuevo para un hombre que estaba en plena formación futbolística y humana.

### U. D. Salamanca
En la temporada 2007-08 es cedido a la Unión Deportiva Salamanca. Llega con la vitola de estrella en proyección y consigue marcar en su debut en Copa del Rey frente a la Unión Deportiva Las Palmas. Después tuvo una serie de lesiones y solo logra otro gol, frente a la SD Eibar. Solo su contrato, en el que estaba estipulado un mínimo de partidos, hizo que jugara más minutos.

### Real Madrid Castilla
Después del regreso al Cádiz CF se marcha al Real Madrid Castilla, filial del Real Madrid, por la suma de 480 000 euros. En enero de 2010, Acuña fue sometido a una cirugía a raíz de una grave lesión sufrida en la rodilla derecha, la cual le demandó unos seis meses de recuperación.

### Real Madrid
El 23 de octubre de 2009, Acuña fue citado por el entrenador del primer equipo del Real Madrid, Manuel Pellegrini, para ir convocado para disputar el partido de Liga ante el Sporting de Gijón, debido a múltiples bajas en la delantera. El encuentro finalizó igualado sin goles, y el paraguayo permaneció en el banquillo.

### Recreativo de Huelva
En agosto de 2010, Acuña fue cedido al Real Club Recreativo de Huelva, perteneciente a la Segunda División de España.

### Girona FC
En julio de 2011, fue cedido al Girona FC, por una temporada. Acabada la temporada 2011/12, regresó a las filas del Real Madrid, que lo traspasa para volver otra temporada más al Girona FC. Después de realizar una excelente temporada con 18 goles y rozar en ascenso a Primera División, es tanteado por equipos tales como el Elche CF, RCD Español o Udinese.

### Udinese
El jugador paraguayo deja atrás la Liga Española para marcharse al Calcio, aunque no lo haría inmediatamente ya que sería cedido al Watford de la Championship (segunda división inglesa), propiedad también de Giampaolo Pozzo.

### Watford FC
Tras una discreta participación en la que disputa en 9 partidos de liga y 3 de League Cup, anotando un solo gol, el 8 de enero de 2014 abandona el equipo inglés y el cedido al Osasuna de Pamplona de la Primera División española.

### CA Osasuna
El 8 de enero de 2014 llega cedido al equipo rojillo. 

### RCD Mallorca
A finales de julio de 2015 es cedido al Mallorca de la Segunda División española.

### CD Numancia
El 17 de junio de 2016 se hizo oficial su fichaje por la CD Numancia de Soria. En enero abandona el club,sumando unas cifras de 15 partidos, 3 como titular, en Segunda División A.

### Ratchaburi Football Club
En febrero de 2017 abandona el CD Numancia y firma con el Ratchaburi FC tailandés.

### Albacete Balompié
En enero de 2018, el Albacete Balompié confirma su fichaje hasta final de curso. Al finalizar la temporada, el ‘Alba’ renueva al paraguayo para una temporada más.
En diciembre de 2018, el club manchego anuncia haber alcanzado un acuerdo para la permanencia de «el torito» hasta junio de 2021.

### Hércules CF
El 31 de agosto de 2020 firmó por el Hércules Club de Fútbol de Segunda División B de España por una temporada más otra opcional.

### Gimnástica Segoviana
El 3 de agosto de 2022, firma por la Gimnástica Segoviana de Segunda División RFEF.

## Selección nacional
Con la selección sub-16 de Paraguay, Acuña fue campeón y máximo goleador del Campeonato Sudamericano Sub-16 de 2004 con 4 tantos, quedando por delante del «Kun» Agüero, atacante del FC Barcelona y de la selección de fútbol de Argentina.

## Clubes
| Club                          | País       | Año         | PJ | Goles |
| ----------------------------- | ---------- | ----------- | -- | ----- |
| Club Olimpia                  | Paraguay   | 2002-2005   | 9  | 0     |
| Cádiz C. F.                   | España     | 2005-2008   | 26 | 2     |
| U. D. Salamanca (cedido)      | España     | 2007-2008   | 22 | 1     |
| Real Madrid Castilla C. F.    | España     | 2008-2013   | 26 | 7     |
| Recreativo de Huelva (cedido) | España     | 2010-2011   | 13 | 1     |
| Girona F. C. (cedido)         | España     | 2011-2012   | 17 | 4     |
| Girona F. C.                  | España     | 2012-2013   | 40 | 17    |
| Udinese Calcio                | Italia     | 2013-2014   | 0  | 0     |
| Watford F. C. (cedido)        | Inglaterra | 2013-2014   | 12 | 1     |
| C. A. Osasuna (cedido)        | España     | 2014        | 17 | 3     |
| Granada C. F.                 | España     | 2014        | 0  | 0     |
| Club Olimpia                  | Paraguay   | 2014-2016   | 35 | 5     |
| R. C. D. Mallorca (cedido)    | España     | 2015-2016   | 21 | 0     |
| C. D. Numancia                | España     | 2016-2017   | 16 | 0     |
| Ratchaburi F. C.              | Tailandia  | 2017        | 15 | 6     |
| Albacete Balompié             | España     | 2018-2020   | 82 | 7     |
| Hércules C. F.                | España     | 2020-2022   | 23 | 3     |
| Gimnástica Segoviana          | España     | 2022-2023   | 0  | 0     |
| Athletic Club Torrellano      | España     | 2025 - Act. | 0  | 0     |